# Karl Marx (Schiff, 1959)
Koordinaten: 8° 38′ 48″ S, 13° 24′ 46″ O
Die Karl Marx ist ein Frachtschiff, das am Santiago-Strand (Praia da Santiago) auf dem Schiffsfriedhof nördlich von Luanda gestrandet liegt und als Fotomotiv und Touristenattraktion bekannt ist.

## Geschichte und Charakteristika
Der Massengutfrachter hat drei Laderäume mit einem Gesamtvolumen von 1.998 m³ und sechs bordeigene Ladebäume mit je einer Belastungsgrenze von 2,5 Tonnen sowie einem siebten Ladebaum mit einer Lastgrenze von 10 Tonnen. Der Frachter ist zudem eisverstärkt.
Die Keila wurde 1959 als das zweite Schiff der zwischen 1959 und 1960 gebauten Elva-Klasse der ungarischen Werft Gheorghiu Dej unter der Werftnummer 1844 in Budapest fertiggestellt. Die Auslieferung erfolgte an die sowjetische Estnische Staatsreederei. Ende der 1970er Jahre wurde das Schiff zusammen mit zwei anderen sowjetischen Frachtschiffen an die Staatsreederei des jüngst unabhängig gewordenen Staates Angola überstellt. 1978 erfolgte die Umbenennung der Keila in Karl Marx.
Mitte der 1980er Jahre operierte das Schiff unter dem Kommando eines sowjetischen Kapitäns und war vor der angolanischen Küste eingesetzt. Anfang Mai 1985 kam es in der Nähe des Schiffes zu einem Schusswechsel, wobei zwei Personen starben. Ab 1993 war das Schiff Teil des sich bildenden Schiffsfriedhofs im Norden von Luanda.

## Sehenswürdigkeit

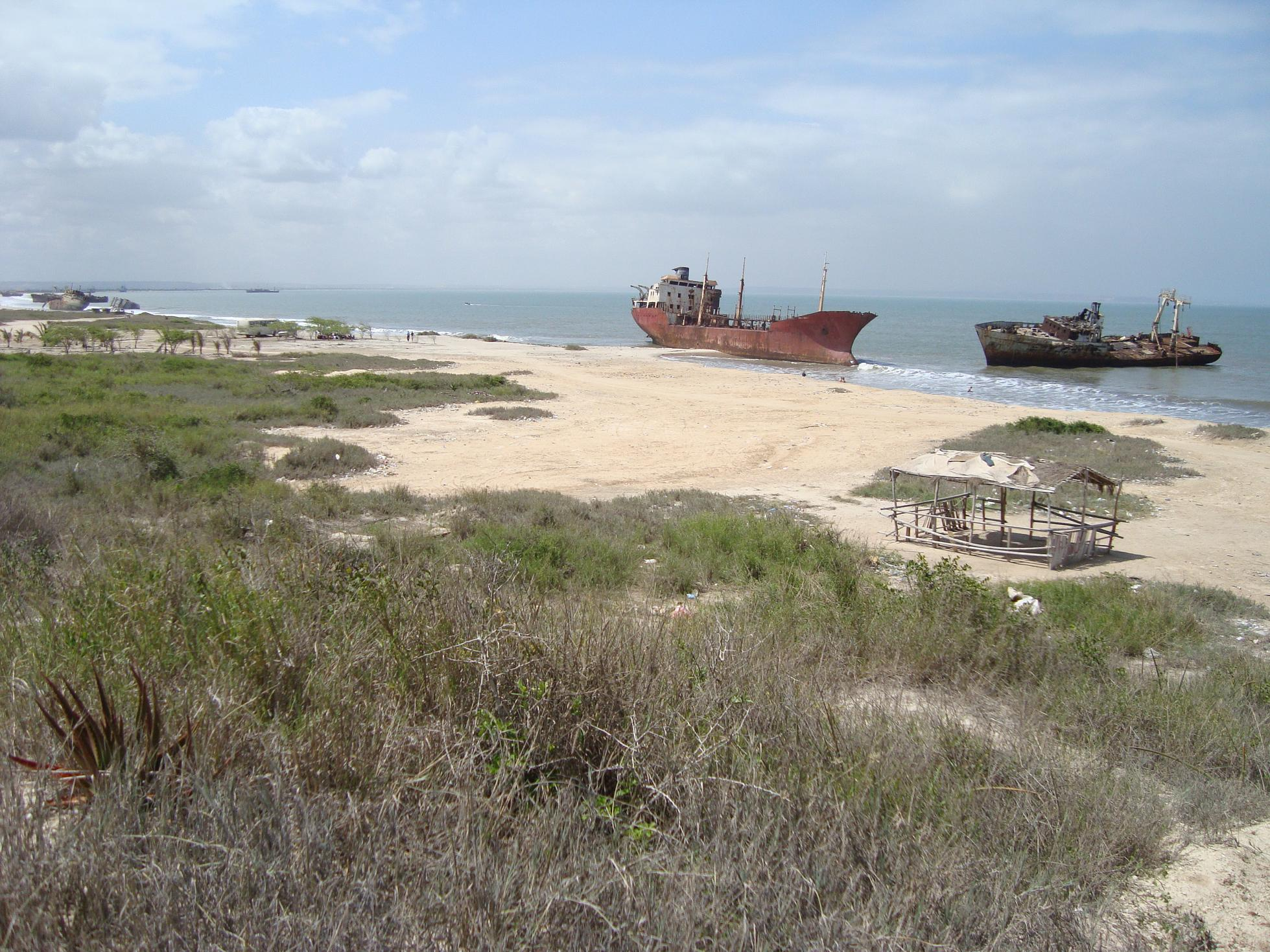
Die Karl Marx als Teil des Schiffsfriedhofs im linken Bildrand, hinter der roten Panagia F. gelegen, im Jahr 2009.

Die Karl Marx ist seit ihrer Strandung am Santiago-Strand aufgrund ihres Namensgebers und dem Bezug zur sozialistischen Vergangenheit Angolas ein beliebtes Fotomotiv. Aufgrund der Prominenz des Schiffes ist der Strand auch als Karl Marx-Strand bekannt.